# Classe social
Entenem com a classe social una forma d'estratificació social basada en l'existència d'uns grups d'individus que comparteixen una o diverses característiques comunes que els permeten ser identificats i auto-identificar-se en aquest grup. Aquestes característiques vinculants poden ser de caràcter econòmic, cultural o social, i poden estar generats o ser generadors d'interessos o objectius comuns que reforcin el sentiment de pertinença a un grup. Les classes socials no són grups tancats i un individu pot canviar de grup de forma més o menys voluntària (segons les circumstàncies).
El concepte “classe social” engloba dos termes que són, d'una banda “classe” que Williams, R. 1976 diu que aquest mot es comença a utilitzar de forma general a finals dels S. XVII associant-lo a la divisió o un grup i que agafaria més importància en el seu sentit social en el període de 1770 a 1840, que coincideix en el període de la revolució industrial, i el mot social que es refereix al context que el grup ocupa en una societat.
La societat que integra i es fonamenta en l'existència d'aquests grups s'anomena "societat de classes", i constitueix una divisió jeràrquica (o estratificació) basada en les diferències quant a ingressos, riqueses i accés als recursos materials i mitjans de producció. Aquest sistema està estretament lligat amb el sistema productiu de societat.
Quan es parla d'estratificació, ens estem referint també al fet de la construcció social de la identitat de la psique humana, al procés mitjançant el qual una persona de classe baixa, mitjana o alta, etcètera, s'interioritza i s'identifica en la categorització social de la qual és part, del grup que legitima la seva identitat. Es correspondria, en part, a la teoria de la identitat de la categorització de Tajfel: la identitat social identifica l'individu en una categoria, en el seu grup primer de pertinença i després de referència.
L'ésser humà, en la seva qualitat primordial de ser social, neix en societat i neix amb una predisposició cap a la socialitat, la societat l'adopta i el proveeix de totes les eines necessàries que donen sentit a la realitat del seu entorn, i després l'individu adopta la societat. El subjecte així “adoptat” serà el perpetuador i transmissor dels valors, les normes i la cultura que ha fet seus. És important, però, ser conscients del risc que comporta l'identificar-se com a part d'un grup social sense practicar el qüestionament i sense una voluntat de consciència àmplia real. El risc rau en desenvolupar un punt de vista "etnocentrista" passant a denigrar altres cultures en benefici de la pròpia."
Per a Marx les classes socials comprenen dues possibles formes d'interpretació: com a grups d'individus definits per una mateixa relació amb els mitjans materials de producció (especialment en el que afecta a la forma en que obtenen les seves rendes); i com una consciència de classe entesa com a la creença en una comunitat d'interessos entre un tipus de relacions socioeconòmiques. Weber, en canvi, opina que les classes socials es defineixen per la relació econòmicament determinable entre els seus membres i el mercat. Aquestes són només una de les formes de l'estratificació social, atenent a les condicions de vida material, i no constitueixen un grup conscient de la seva unitat més enllà de certes condicions, sense que sigui necessària una comunió d'interessos.
Finalment, cal comentar que Durkheim, com a teòric de l'abstracció alta macrosociològica, descriu els comportaments socials fora de les normes socials, i aquest efecte crea dos conceptes, anomia: mal d'una societat a causa de la manca de normes morals i legals, i el segon és la desviació social: comportament no penal de normes, emparat en un sistema social, en el qual el concepte de control social és intrínsec.
La Revolució industrial i científica i la consolidació de l'economia capitalista senten les bases per a un nou model de societat. L'estructura tradicional de la societat de l'Europa del segle xvii es basava principalment en la propietat de la terra i en els béns immobles. Era una societat composta per rangs o ordres socials més que per classes definides econòmicament, encara que ja començaven a aparèixer formacions de classe.

## Agents de la socialització i tipologia
Cal tenir en compte els diferents nivells de socialització. En el transcurs del nostre dia a dia, apreciem la importància de la primera socialització en el període de la infantesa, ja que és llavors quan es forma el que s'anomena la personalitat de l'individu i que, depenent del mitjà en què es desenvolupi, actuarà i serà d'una manera o d'altra quan sigui adult, independentment de les variables que sorgeixin amb la socialització secundària.
A aquest nivell, cal afegir que a banda d'aquesta influència de la família, l'individu configurarà la seva psique mitjançant la interacció amb l'altri generalitzat, que és la societat en el seu conjunt, la qual seria un agent de la socialització secundària.
Podem evidenciar com es dona un cert nivell de
discriminació a nivell dels denominats agents socials de la socialització (família, escola, empresa, església...), que també són formes institucionals; així, es parla de la institució de la família, del matrimoni, etc. Les institucions socials, enteses com aquelles convencions socials o productes col·lectius, tenen com a funció construir i després consolidar la realitat en la qual vivim, creant així el nostre món tal com és. Segons Durkheim, "qualsevol fet social que no és natural és un fet
instituït o establert per la
societat". Per tant, és fàcil passar a parlar de fets socials com a institucions i, així, segons el mateix autor, les institucions es podrien considerar com una “fantasia col·lectiva”.
Parlar de discriminació és, doncs, parlar de “desigualtat”, rebuig a la diferència, sublimació del que és comú. Tot això són formes “disfuncionals” d'etiquetar, però també de mantenir l'ordre social establert. Per tant, els agents d'ordre social (per exemple, família, educació, mitjans de comunicació de masses, institucions públiques i privades, en fi, la societat general) també són causants de la construcció de discriminació.
Així, encara en la societat del segle xxi es produeix una certa estigmatització com a mostra o expressió de la influència de l'ordre social i els seus efectes sobre l'individu: tant per a aquell que es considera dins l'ordre establert i no tolera les amenaces a aquest, com per a aquell que n'està fora, ja sigui per voluntat pròpia o aliena. I una de les manifestacions més clares de l'intent de control social per part de l'ordre establert és la discriminació cap a aquest col·lectiu fruit de l'estratificació social.

## Teoria marxista

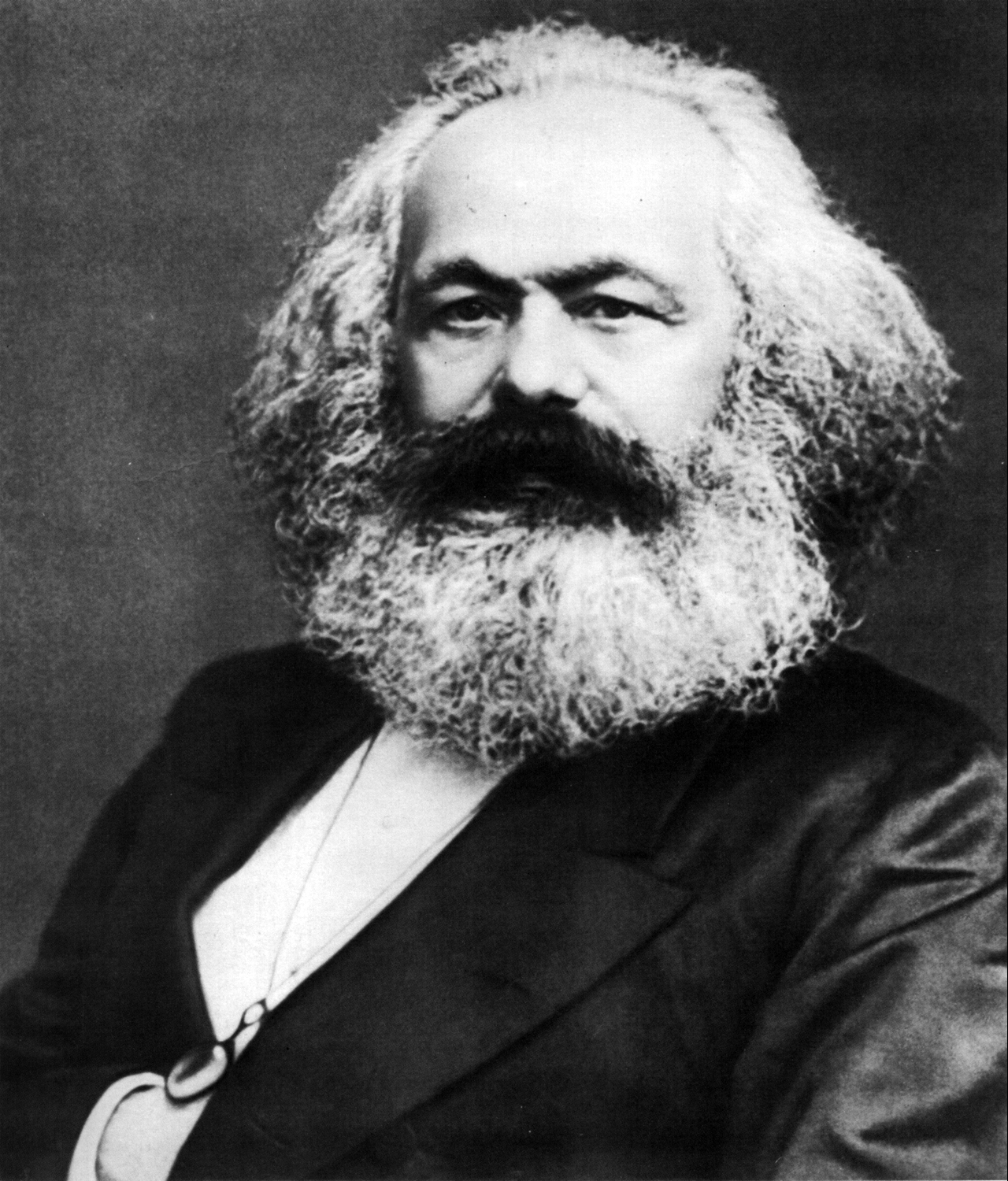
Karl Marx

Karl Marx defineix la classe com un grup de persones que té una mateixa relació amb els mitjans de producció. Abans de l'aparició de la indústria moderna, els mitjans de producció consistien principalment en la terra i el ramat. Per tant, en les societats preindustrials, les dues classes fonamentals eren qui posseïa la terra (aristòcrates, la noblesa o els amos d'esclaus) i els que es dedicaven a fer-la produir (serfs, esclaus i camperols lliures).
En les societats industrials modernes, les fàbriques, les oficines, la maquinària i el capital necessaris per a obtenir-les, varen esdevenir més importants. Les dues classes principals són la de qui posseeix aquests nous mitjans de producció (els industrials o capitalistes) i la de qui es guanya la vida tot venent a aquells la seva força de treball (la classe obrera: el proletariat, en paraules de Marx).
Segons Marx, la relació entre les classes es basa en l'explotació. En les societats feudals, l'explotació va prendre forma d'una transferència directa d'allò que produïen els camperols a l'aristocràcia. Els serfs estaven obligats a donar una certa part de la seva producció al senyor o havien de treballar un determinat nombre de dies al mes en les terres d'aquell, tot conreant els productes que consumirien ell i el seu seguici. En les societats capitalistes modernes, la font de l'explotació és menys evident. En el curs d'una jornada laboral, els treballadors produeixen més del que l'empresari necessita per a recuperar el salari que els paga. Aquesta plusvàlua és l'origen dels guanys que els capitalistes poden emprar en el seu propi benefici.
Encara que augmenti la prosperitat dels treballadors en termes absoluts, el desfasament entre ells i la classe capitalista continua augmentant cada cop més. Aquestes desigualtats entre capitalistes i classe treballadora no eren d'una naturalesa estrictament econòmica. (Referència del text.)
Encara que Karl Marx va donar molta importància a la diferenciació de classes (idea essencial per al grup polític marxista), l'autor mai va no arribar a donar una definició clara del concepte de classe, però sí que explicà les seves característiques.
- La burgesia financera: banquers i propietaris de matèries primeres  El concepte “classe social” engloba dos termes que són, d'una banda “classe” que Williams, R. 1976 diu que aquest mot es comença a utilitzar de forma general a finals dels S. XVII associant-lo a la divisió o un grup i que agafaria més importància en el seu sentit social en el període de 1770 a 1840, que coincideix en el període de la revolució industrial, i el mot social que es refereix al context que el grup ocupa en una societat
- La burgesia industrial: propietaris de les grans empreses
- La petita burgesia: petits propietaris i comerciants
- La classe terratinent: amos de les terres
- La classe campestre: grangers
- El proletariat: obrers i assalariats en general que vivien del seu treball
- Lumpenproletariat: classe desposseïda situada fora del món laboral i que només es contractada esporàdicament en funció de les necessitats del capitalisme

### La definició marxista-leninista de classe social
Com s'ha esmentat en el paràgraf anterior, encara que Marx va donar molta importància a la diferència de classes, mai no va arribar a donar-ne una definició clara. Lenin, però, sí que va donar una definició molt més clara i precisa de classe social.
Per a Lenin, les classes socials són grups de persones que es diferencien principalment per les característiques següents :
1) Pel lloc que ocupa en el sistema de producció social.
2) Per la relació que té amb els mitjans de producció.
3) Pel seu paper en l'organització social del treball.
4) Pel seu volum de riquesa.
Un dels punts més importants del concepte de classes que tenen Marx i Lenin és el fet que, segons ells, les classes socials no es troben aïllades, sinó que formen part d'un sistema de classes i estan relacionades entre si. És a dir, que una classe social només pot existir en relació amb una altra i que el que les defineix són les relacions que s'estableixen entre si.

## Teoria de Weber

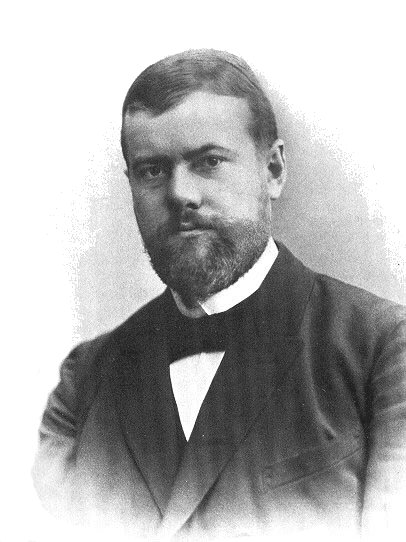
Max Weber

Weber considerava que la societat es caracteritzava per l'existència de conflictes pel poder i els recursos. Tanmateix, Weber desenvolupà una idea de la societat més complexa i multidimensional. L'estratificació no sols està relacionada amb la classe, sinó que està configurada per altres dos aspectes: l'estatus i el partit. Aquests tres elements que se solapen en l'estratificació produeixen una quantitat enorme de posicions possibles dins la societat, i no tan sols un model bipolar rígid com el proposat per Marx.
Weber coincideix amb Marx que la classe es basa en condicions econòmiques objectives, però té en compte altres factors. Segons Weber, les divisions de classe es deriven no tan sols del control o absència de control dels mitjans de producció, sinó de diferències econòmiques que no tenen res a veure, directament, amb la propietat. Entre aquests recursos, es poden incloure especialment els coneixements tècnics i les credencials o qualificacions que influeixen en el tipus de treball que les persones poden obtenir. Weber creia que la posició en el mercat d'un individu influeix enormement en el conjunt de les seves opcions vitals. Els professionals i directius guanyen més i tenen millors condicions de treball que les persones amb feines de “coll blau”. En un nivell inferior, dins els treballadors manuals, els artesans qualificats poden assegurar-se salaris més alts que els que tenen poca o cap qualificació.
En la teoria de Weber, l'estatus fa referència a les diferències que existeixen entre dos grups en relació amb la reputació o el prestigi que els altres li concedeixen. Marx creia que les diferències d'estatus procedien de les divisions de classe que es produïen en la societat, però Weber assenyalava que l'estatus sol variar amb independència de les divisions de classe. Normalment, la possessió de riquesa concedeix estatus, però hi ha moltes excepcions a aquesta regla.
En les societats modernes, assenyala Weber, la formació de partits és un important aspecte del poder i pot influir en l'estratificació, amb independència de la classe i de l'estatus. El partit és un grup compost per una sèrie d'individus que treballen conjuntament perquè tenen orígens, aspiracions o interessos comuns. Sovint, un partit treballa de manera ordenada per aconseguir un determinat objectiu que és d'interès per a aquells que pertanyen a aquest grup. Marx solia explicar en funció de la classe tant les diferències d'estatus com l'organització dels partits.
Weber va cridar l'atenció sobre la complexa interacció entre aquest component, l'estatus i el partit, que són elements independents de l'estratificació social. La majoria dels sociòlegs sostenen que l'esquema de Weber ofereix una base més flexible i complexa per a l'anàlisi de l'estratificació que el proporcionat per Marx.

## Teoria del model de Gilbert
Dennis Gilbert va ampliar les classes tradicionals marxistes per reflectir millor com s'organitzen les societats capitalistes contemporànies. La classe superior és la dels capitalistes, amb grans fortunes i lligams amb el poder polític. Tot i que és la classe menys nombrosa, té gran influència sobre l'economia globalitzada. La classe mitjana-alta està marcada per la importància atorgada a l'educació per assolir una bona feina i uns ingressos estables, que es transmeten entre generacions. La classe mitjana, que agrupa un terç de l'educació, és assalariada i intenta progressar amb l'educació dels fills o petits negocis. La classe obrera és la que cobra salaris baixos i usualment s'associa a treballs manuals o poc qualificats, normalment per compte d'altri. Tenen un nivell educatiu menor i escassa mobilitat social. La classe baixa no té gaires habilitats definides, s'ocupa de les feines menys agraïdes i amb menor sou o bé treball manual rutinari, sovint amb contractes precaris. Depenen ocasionalment de l'ajuda pública. Els dels grups inferiors (underclass) viu en la pobresa i la precarietat permanent i pot caure en la marginalitat.

## Factors que afecten la classe social
L'individu, ja des de les anteriors societats industrials, queda situat en l'estructura de la societat atenent al desenvolupament d'un determinat rol entre aquests i l'activitat laboral que en determinarà el seu estatuts social.
Segons el construccionisme, l'individu és producte de la societat, a la 
vegada que la societat és producte dels individus, ja que l'un i l'altra no es contraposen i, per tant, el fenomen del treball s'ha d'analitzar des de tots dos nivells.
Així, la societat de classes es fonamenta en la riquesa, ja que els rics constitueixen la classe privilegiada. Altres factors, però, acostumen a influir en la divisió, sigui perquè van associats a la riquesa o perquè la condicionen:
- nivell d'estudis, lligat posteriorment a una professió o una altra
- modals
- manera de vestir-se
- habitatge, tant el tipus d'habitatge com la zona de residència
- relacions socials
- poder

Històricament, hi ha hagut una relació també entre ètnia i classe social, ja que la discriminació cap a determinats pobles els impedia accedir als llocs de poder, com per exemple els gitanos.

## Mobilitat entre classes
Mobilitat social és el grau de moviment ascendent o descendent que es dona en el sistema d'estratificació social. La mobilitat ascendent és la justificació de la competitivitat capitalista, cosa que genera un sistema de desigualtats i exclusions socials difícilment superables.
En el règim de classes socials occidentals, que es consideren “obertes”, la mobilitat social és relativament possible, ja que l'estratificació sol tenir menys rigidesa, i més si la pertinença a la classe dominant és determinada per l'acumulació de capital, que dona prestigi social, i no per criteris d'herència. La mobilitat social en les societats industrials suposaria que qualsevol individu que s'ho proposi pot escalar en l'escalafó social.
En la mobilitat, l'educació pot ser instrumentalitzada i considerada com a eina de promoció social, la qual cosa no vol dir que sempre s'aconsegueixi una mobilitat ascendent, sinó que en les societats avançades la meritocràcia afavoreix la mentalitat segons la qual l'esforç i el mèrit ajuden els individus per escalar posicions socials, però l'oferta i la demanda han de ser equiparables. És una manera de diferenciació social que actua juntament amb altres variables.
La mobilitat intergeneracional de les classes socials en l'àmbit educatiu.
La classe social en la que una família pertany influeix en les actuacions i decisions de les persones en l'àmbit educatiu. En l'informe ens explica que la classe social d'origen condiciona de forma desigual el aprofitament dels recursos formatius públics, l'accés als recursos formatius privats i la pròpia capacitat de l'entorn familiar (sobretot dels pares) per tal d'acompanyar i donar suport al procés educatiu dels alumnes; el fracàs y l'abandonament escolar no afecta per igual a les diferents classes socials. En aquest sentit, en funció de la classe social a la qual pertanys les probabilitats de fracàs escolar es més elevada, com també en funció de la classe social en la qual una persona pertany hi ha més probabilitat de tenir un treball més qualificat que un altre. Els joves que pertanyen a la classe obrera donen menys continuïtat a la formació acadèmica, a diferencia dels joves que pertanyen a la classe mitja que solen donar continuïtat a la formació acadèmica post-obligatoria i superior. Aquest fet fa els joves que pertanyen famílies de classe obrera (treballadors manuals) tenen més probabilitats de fracàs o abandonament escolar que les de classe mitja, com també de que acabin realitzant treballs de manufactura és més elevada que de treballs professionals, a diferencia de les famílies de classe mitjà que tenen més probabilitats de que realitzin treballs professionals

## Les classes socials en l'art
La creació artística és una funció essencial de l'ésser humà. René Huyghe ho expressava d'aquesta manera: "L'art i l'ésser humà són indissociables. No hi ha art sense humans, però tampoc ésser humà sense art". L'art és una tendència innata i una necessitat d'expressió, però les circumstàncies socials incideixen també en unes persones que no viuen aïllades de la societat.
Són molts els factors que influeixen en el resultat cognitiu d'una obra d'art. Ja al segle xix, però sobretot al segle xx, han nascut teories, com les del filòsof i historiador de l'art Arnold Hauser, que intenten demostrar la connexió que existeix entre com les diferents estructures socials han configurat diferents expressions simbòliques. L'objectiu és demostrar com les diferents classes representen els seus pensaments i desitjos adscrits a un col·lectiu concret i dintre d'una societat concreta. Aquesta teoria implica que una obra d'art no és només l'expressió i interpretació que vol fer l'artista de manera individual, sinó que aquest artista s'expressaria també determinat pels aspectes d'interpretació col·lectiva que fa el grup o classe social al qual pertany l'artista.
En l'antiguitat, només les classes socials altes apareixien en l'art i el consumien. Les històries tractaven sobre déus i prínceps (com L'Odissea) i les escultures representaven també divinitats o éssers idealitzats. S'assimilava noble (en el sentit d'aristòcrata) a bo, a qualitat moral; per aquest motiu, els únics que tenien dret a aparèixer en les grans obres eren els membres privilegiats de la societat. Els més pobres apareixien com a part del seguici dels rics, com als mosaics, i no es tractaven com a individualitats sinó com a possessions dels poderosos.
Ja Aristòtil en la seva Poètica va fer una distinció fonamental entre comèdia i tragèdia: en la tragèdia els personatges eren nobles, parlaven amb un llenguatge elevat i els temes eren el destí o les grans preocupacions humanes, mentre que les classes populars podien aparèixer només en la comèdia (i sovint com a secundaris), fent riure. L'associació entre humor i classe baixa va ser una constant en la literatura posterior, amb els criats i les seves bromes (La Celestina), o els bufons.
Quan van passar a protagonitzar la ficció, van conservar part d'aquest regust còmic, encara que els temes de les obres no ho fossin, com es veu en la novel·la picaresca, con els més humils apareixen com a antiherois i, si bé la seva vida no és una comèdia, protagonitzen aventures d'embolic, situacions absurdes i narrades amb un llenguatge planer. En l'art plàstic, també s'accentuava aquest costat grotesc, assimilant pobresa i lletjor.
Només hi havia una manera de subvertir aquesta situació, i era ingressant en les classes altes. N'hi havia dues maneres fonamentals: aconseguint una fortuna o mitjançant el matrimoni, i les dues són una constant en els contes populars. Els protagonistes pobres sortien a la recerca d'aventures, i gràcies a l'enginy i valor podien trobar tresors, vèncer monstres i fer-se rics (com El sastre valent). La majoria de contes de fades acaben amb el matrimoni amb un príncep o princesa, màxim signe de prosperitat social. Sovint hi intervé la màgia com a ajuda per poder sobrepassar les rígides barreres socials (El gat amb botes, La Ventafocs).
Aquest matrimoni, fins a l'edat mitjana i principis de l'era moderna, es converteix en un tema essencial al segle xviii. La diferència de classe i el matrimoni forçat perjudiquen sobretot la dona: si és pobra, es veu obligada a casar-se amb un home ric, sovint vell, sacrificant la seva felicitat, i si és rica sovint apareix com a enganyada o seduïda per un aventurer que diu estimar-la, però que només vol la seva fortuna (com en Orgull i prejudici, de Jane Austen).
Les classes populars van anar adquirint d'ençà el segle xvii un aire pintoresc, exòtic. El costumisme les retratava com l'autèntica essència dels pobles, fet que va augmentar en el romanticisme, tant en les arts plàstiques com en la literatura. Al segle xix, a més a més, s'associava la classe baixa a la llibertat, lluny de les convencions burgeses que asfixiaven l'individu. Per aquest motiu, els captaires, els pirates i els rodamons apareixen en els poemes i quadres com a herois idealitzats, que forgen el seu propi destí.
El realisme va començar a denunciar les desigualtats de classe: els pobres apareixen com a víctimes del sistema, protagonitzen relats però des del seu punt de vista, com en les obres de Charles Dickens, Balzac... El primer cinema va incidir en aquesta denúncia, com en les obres de Chaplin, gènere que va passar més endavant al documental. En pintura, protagonitzen també retrats com a tema independent. Amb l'aparició posterior de la fotografia, es va democratitzar la presència gràfica de totes les classes socials i les composicions de família van deixar de ser patrimoni de les classes més riques.
La diferència de classes pot aparèixer com a marc per a obres reivindicatives, especialment amb influència del marxisme, o bé com a impediment amorós. Nombrosos melodrames literaris i cinematogràfics exploten aquesta qüestió, com el cèlebre Titanic, de James Cameron.
En un intent de cercar formes d'entendre com afecta l'art les classes socials, l'Institut d'Investigacions Socials, més conegut com a Escola de Frankfurt, va preocupar-se d'investigar en un context d'actualitat, la relació que hi ha entre art, cultura, i societat de consum. Max Horkheimer (1895-1973) i Theodoro Adorno (1903-1969) són els pensadors més significatius d'aquest corrent.
L'Escola de Frankfurt tenia com a pilars de la seva investigació una concepció de la història de caràcter materialista, com a evolució del pensament de Marx, i una forta influència de les teories psicoanalítiques per a entendre motivacions, interpretacions i experiències en la psique de les masses. Aquest pensadors van considerar que l'art, tant la producció com el consum, s'havia transformat en un instrument de disciplinització i apaivagament social, com una eina al servei d'un sistema econòmic i polític, i no com una esfera de creativitat i producció. D'acord amb aquesta teoria, es poden controlar els sentiments de classe i manipular-los.
Hi ha un trencament amb la creença teocèntrica i un descontentament amb les explicacions que fins ara s'havien acceptat com a vàlides, per tant hi ha un trencament de l'estabilitat que fins al moment havia existit. Per tant, entrem en una època de novetats, hi ha l'entrada de les TIC, noves maneres de connectar amb les persones. Es crea una nova manera d'entendre el món i, per tant, això hi aporta noves concepcions.